# Kødfluer
Kødfluer (Sarcophagidae) er sorte insekter med hvide prikker/tern/streger. Arten Sarcophaga carnaria er 10-15 mm lang. Dens larver lever af råddent kød, og den selv lever af blomsternektar. Den lægger sine æg i råddent kød, så når larverne bliver udklækket, har de noget at leve af.
Det er faktisk en fordel at f.eks. spyfluers larver lever af ådsler. Fordelen er at ådslet ikke forpester sine omgivelser i særlig lang tid, hvis ingen rovdyr har taget sig af det.
Dens fjender er edderkopper, rovfluer, snyltehvepse, fugle . Dens larver hedder maddiker, og de bruges som agn til lystfiskeri.